# آشوت ظهرابیان
آشوت پاتواکانی ظهرابیان (ارمنی: Աշոտ Պատվականի Զոհրաբյան؛  ۲۹ ژانویهٔ ۱۹۴۵ – ۲۳ ژانویهٔ ۲۰۲۳) یک آهنگساز اهل ارمنستان بود. وی بین سال‌های - تا - میلادی فعالیت می‌کرد.

## زندگی‌نامه
وی در ۲۹ ژانویهٔ ۱۹۴۵ در ایروان به دنیا آمد و از کالج دولتی موسیقی رومانوس ملیکیان و کنسرواتوار دولتی کومیتاس ایروان فارغ‌التحصیل شد. وی همچنین برندهٔ جوایزی همچون چهره هنری شایسته جمهوری ارمنستان (۲۰۱۲) و مدال طلای وزارت فرهنگ جمهوری ارمنستان شده است. وی در ۲۳ ژانویهٔ ۲۰۲۳ در سن ۷۷ سالگی در ایروان درگذشت.